# Wiesendangen
Wiesendangen är en ort och kommun i distriktet Winterthur i kantonen Zürich, Schweiz. Kommunen har 6 727 invånare (2023).
I kommunen ligger även orten Bertschikon. Bertschikon var tidigare en egen kommun, men inkorporerades 1 januari 2014 i Wiesendangen. Dessutom ingår även byarna Attikon, Buch, Menzengrüt, Oberbertschikon, Gundetswil, Meisberg, Liebensberg, Gündlikon, Zünikon, Stegen, Bewangen, Sammelsgrüt och Kefikon i kommunen. 